# Bułum (Buriacja)
Bułum (ros. Булум) – wieś (ułus) w Rosji, w Buriacji, w rejonie chorińskim. W 2010 liczyła 352 mieszkańców.